# Alexej Ščusev
Alexej Viktorovič Ščusev (rusky Алексе́й Ви́кторович Щу́сев; 8. říjen 1873, Kišiněv – 24. květen 1949, Moskva) byl ruský architekt narozený na území dnešního Moldavska (tehdy Ruská říše). Jeho starší stavby byly navrženy v historizujícím, tzv. neoruském stylu (někdy též nazývaný pseudoruský či byzantsko-ruský), později čerpal i ze secese, neoklasicismu, konstruktivismu, aby se nakonec stal klíčovým představitelem architektury stalinské éry, která je někdy nazývána stalinský imperiální styl či stalinský klasicismus. Jeho nejznámější stavbou je Leninovo mauzoleum v Moskvě, na jehož návrh měl jen několik dní.

## Dílo
Z prvního, neoruského období vyniká Marfo-marijský klášter (Марфо-Мариинская обитель) v Moskvě postavený v letech 1908–1912. Secesní nádech má Kazaňské nádraží v Moskvě (začátek stavby 1913, dokončeno až ve 40. letech), kopírující částečně též kremelské zdi a využívající prvky tradiční tatarské architektury. Konstruktivistická byla budova dnešního ministerstva zemědělství (tehdy lidového komisariátu pro zemědělství zvaného Narkomzem), jež vznikla v letech 1928–1933. Konstruktivismem bylo ovlivněno i Leninovo mauzoleum před kremelskou zdí, které mu zajistilo přízeň mocných (byť skutečným autorem architektonického návrhu byl pravděpodobně Ščusevův podřízený v jeho kanceláři Isidore Frantsuz). Možná že i pod přímým Stalinovým vlivem také upravil styl a „stalinsko-klasicistní“ ráz má Ščusevův Hotel Moskva (1932–1938) i později neblaze proslulé sídlo tajné policie NKVD Lubjanka (1940–1947), kde Ščusev upravil původní neobarokní budovu z roku 1898. Spekuluje se o tom, jakou roli měl v plánu tzv. „Sedmi sester“ (původně bylo plánováno osm), tedy sedmi velkých moskevských mrakodrapů (nejznámější je asi sídlo Lomonosovovy univerzity), které jsou považovány za nejtypičtější produkt stalinského imperiálního stylu, nicméně není architektem ani jednoho z nich. Jeho posledním velkým dílem je moskevská stanice metra Komsomolskaja (Комсомо́льская), otevřená až tři roky po jeho smrti, roku 1952.
Jeho významným počinem bylo, že roku 1946 založil Muzeum architektury, které pak bojovalo proti bourání řady klášterů a jiných církevních staveb v období, kdy byly stále ve značném ohrožení.
O hodnotě jeho staveb ze stalinského období se vedly po roce 1991 široké diskuse, zejména v roce 2004, kdy byl oznámen záměr moskevských radních zbourat Hotel Moskva. Nakonec však převážil názor, že mají svoji historickou hodnotu a žádná zbourána nebyla.

## Galerie

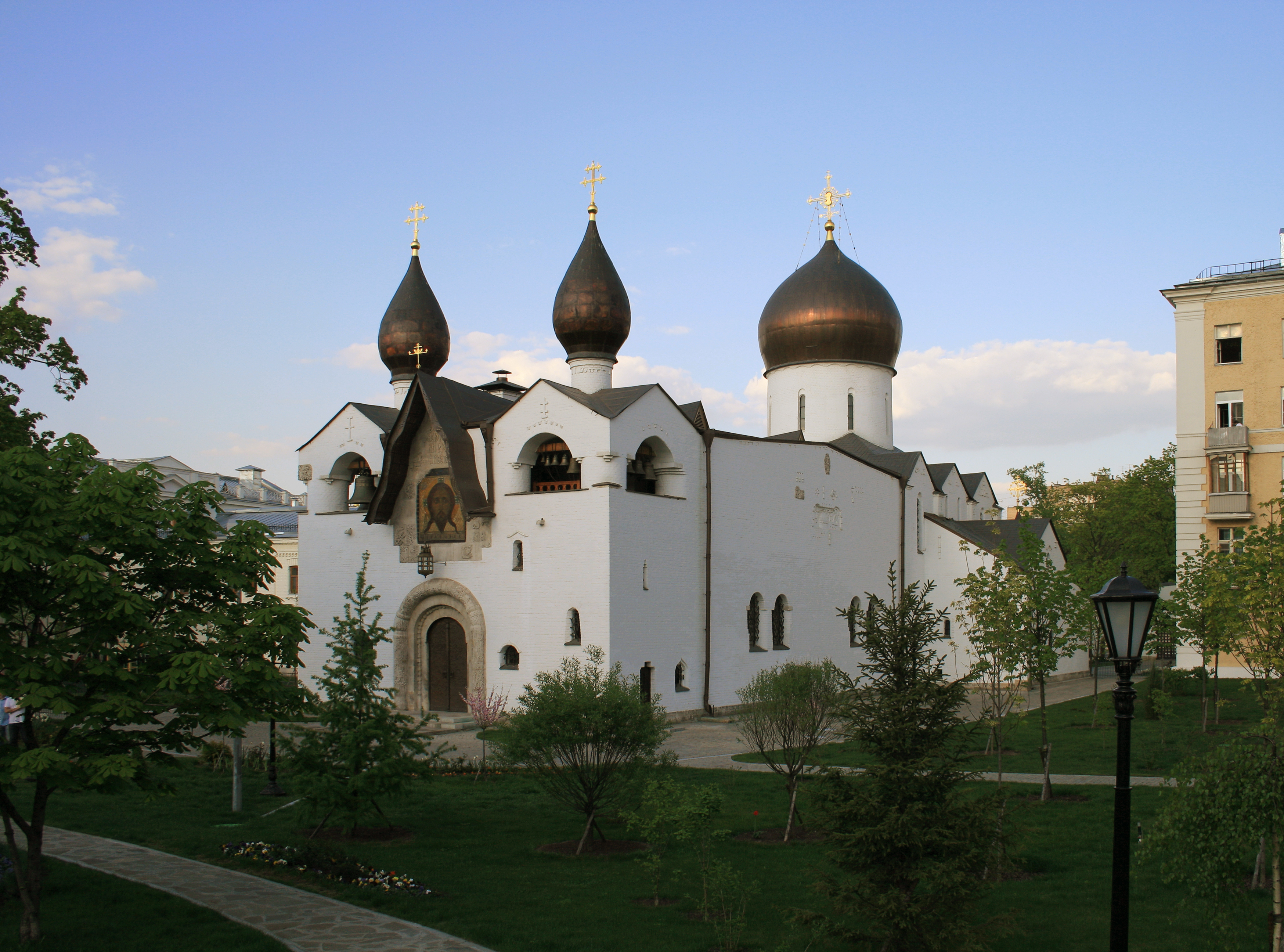
Marfo-marijský klášter
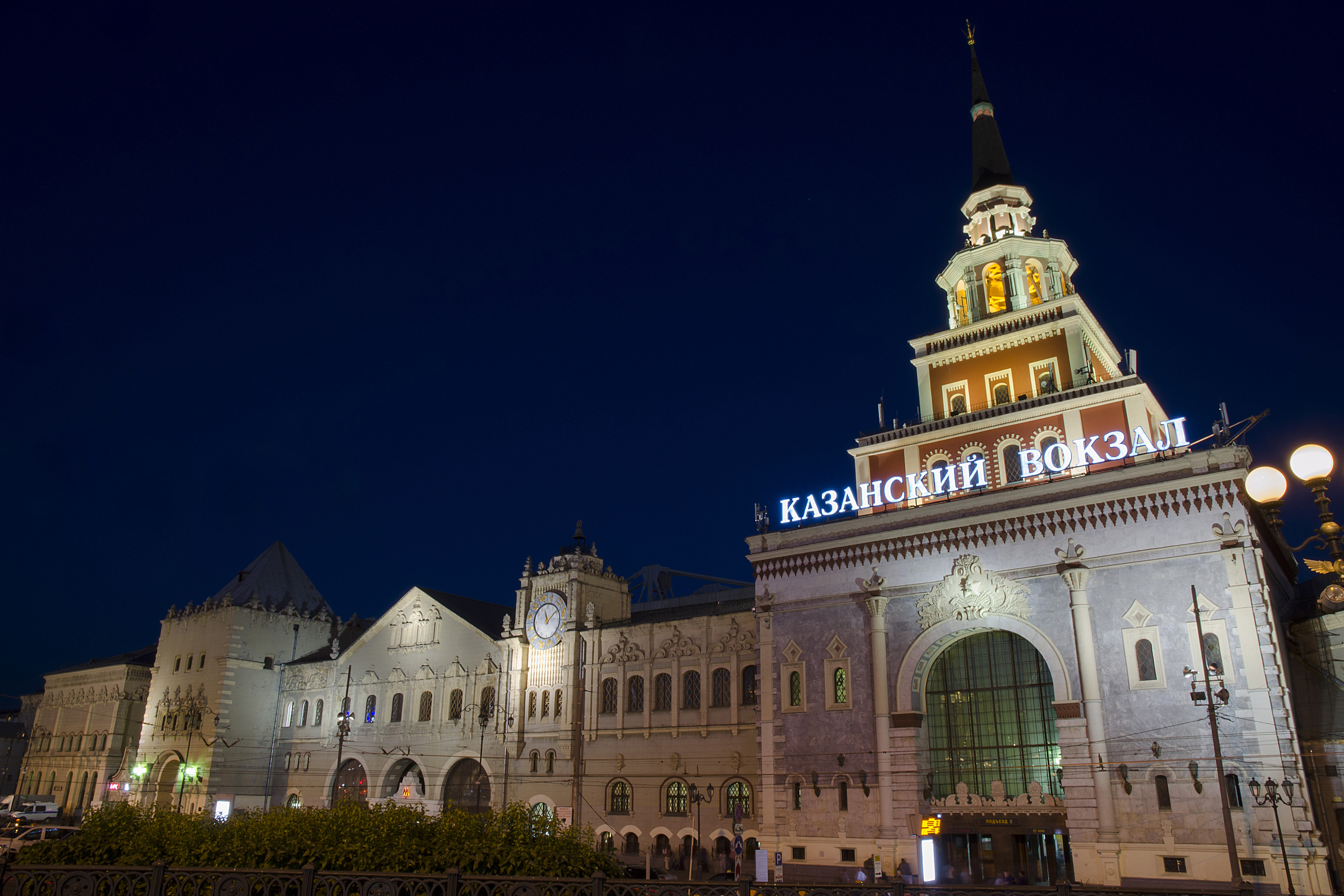
Kazaňské nádraží
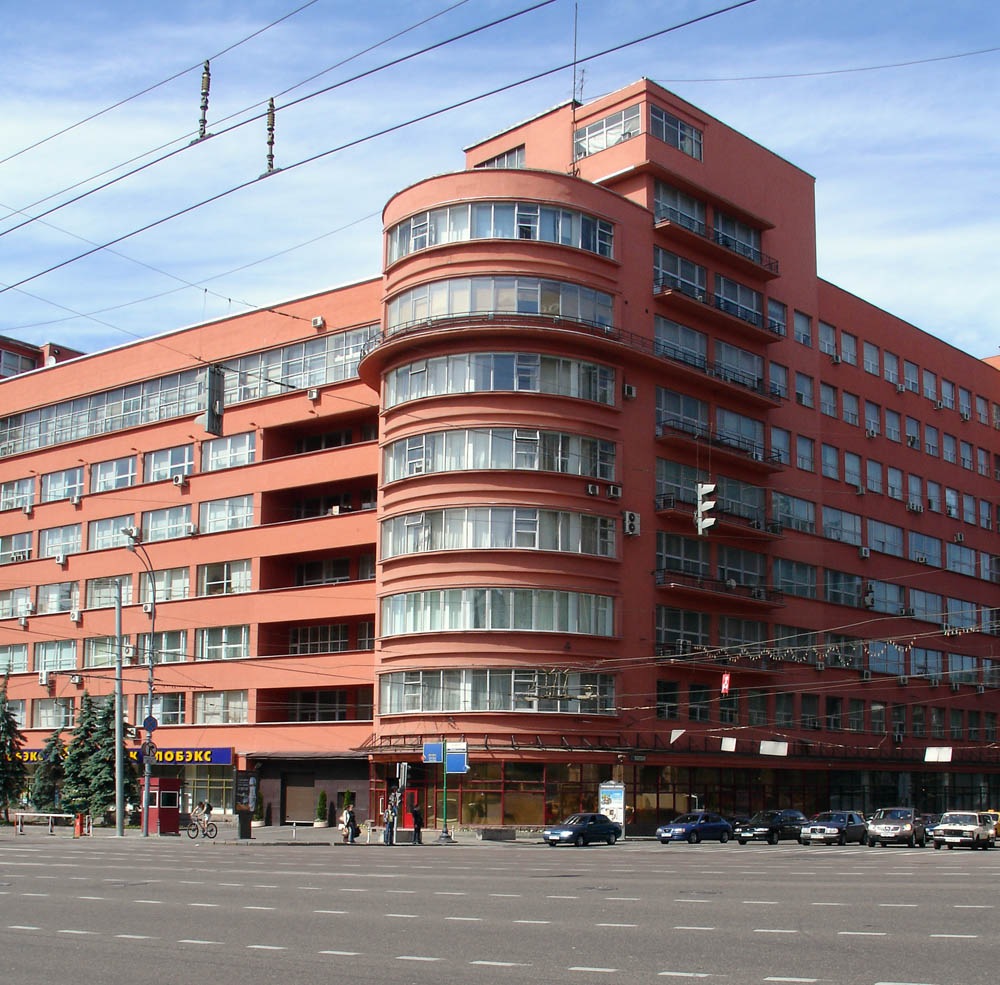
Budova ministerstva zemědělství
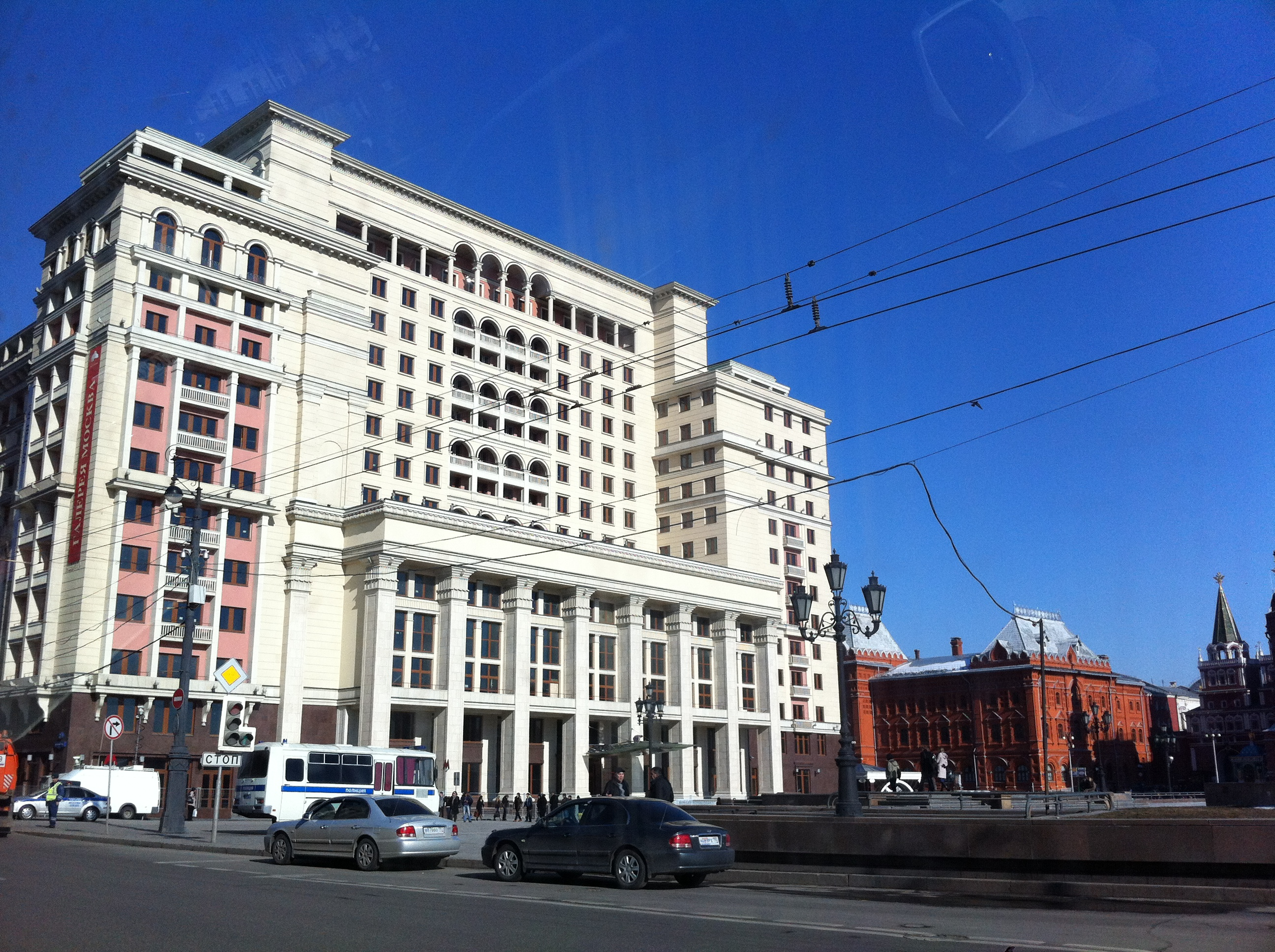
Hotel Moskva
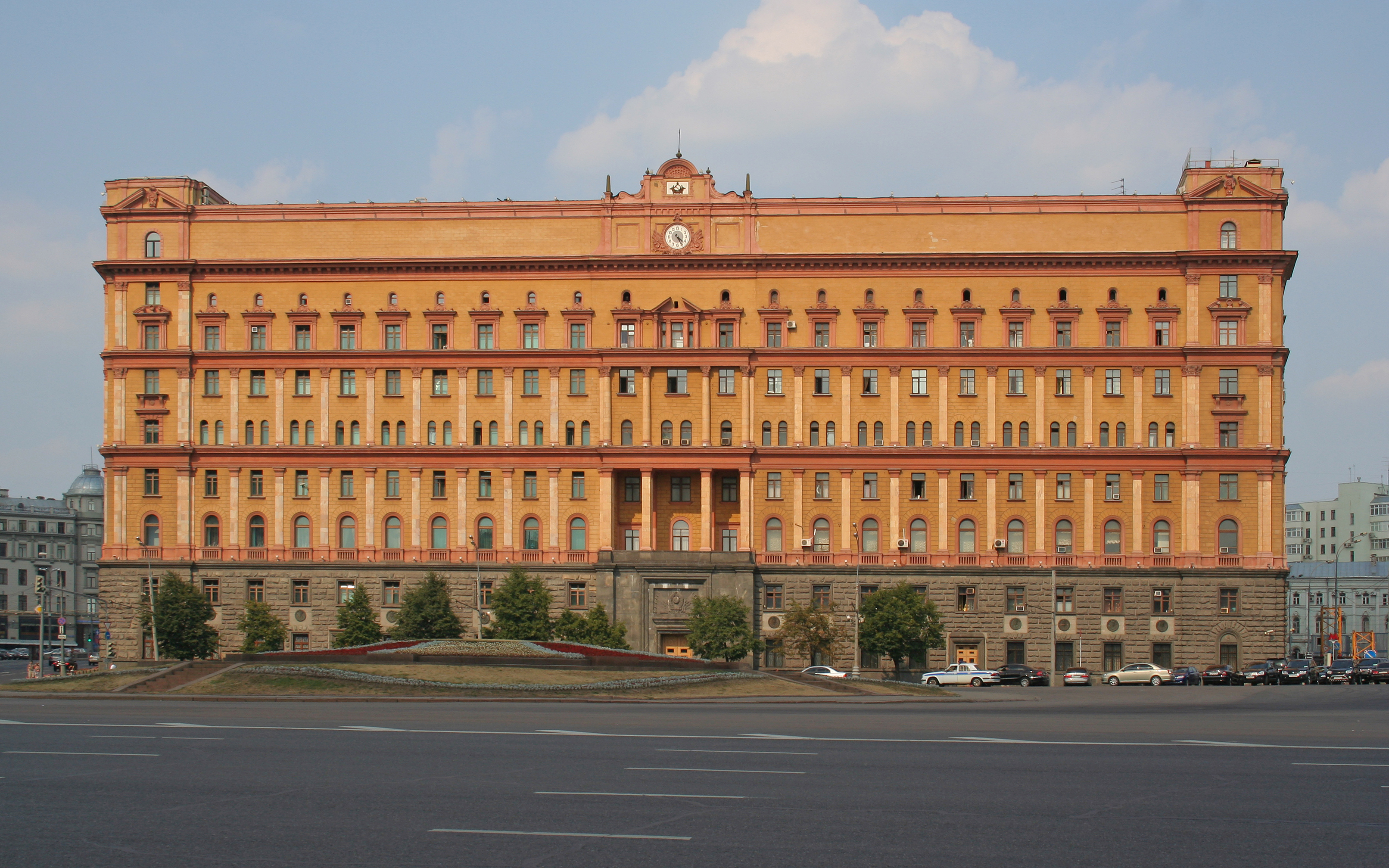
Lubjanka
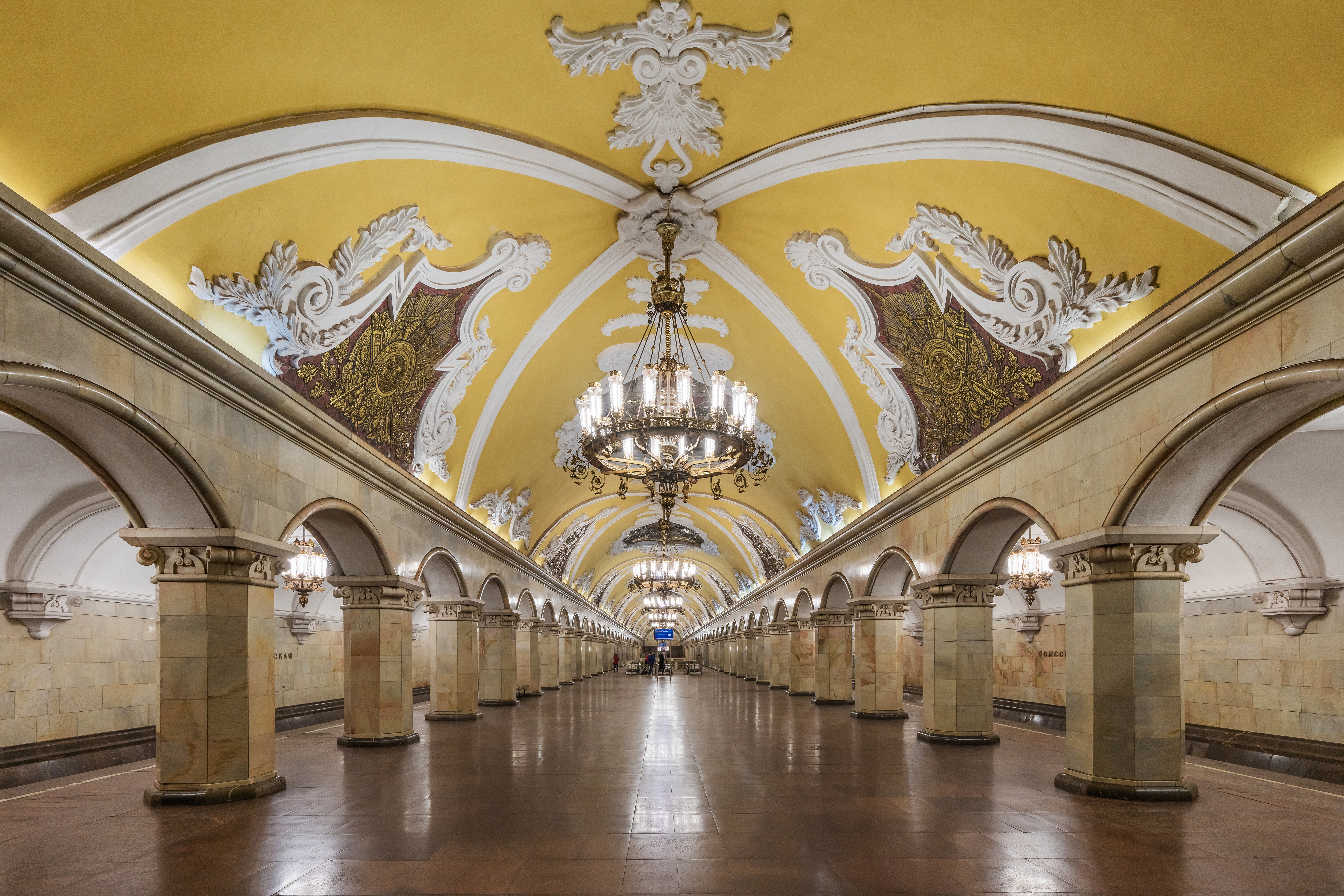
Stanice metra Komsomolskaja
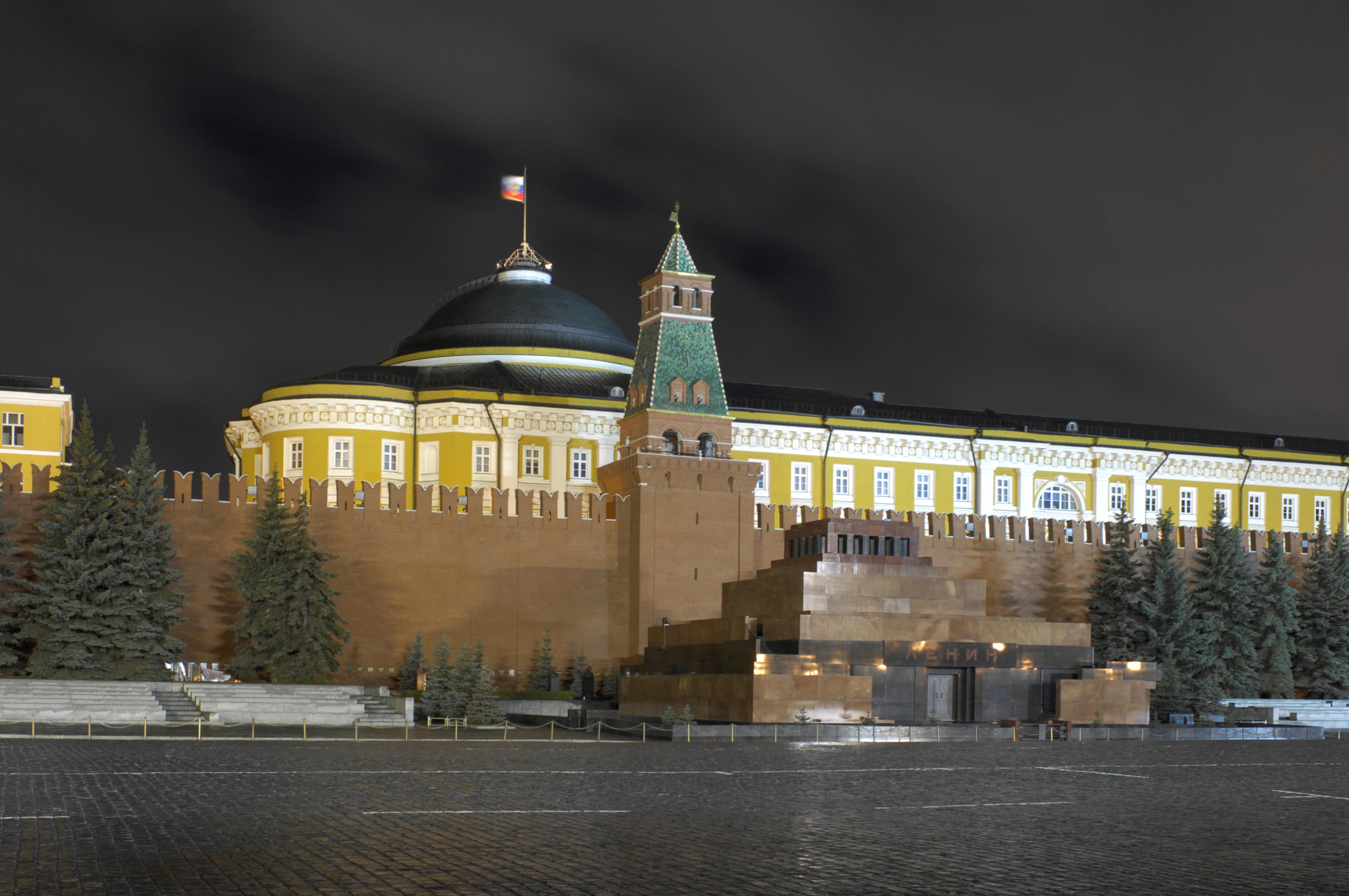
Leninovo mauzoleum